# ألكسندر كالدر
ألكسندر كالدر (بالإنجليزية: Alexander Calder)‏ (1898 - 1976) نحات أمريكي كان من أوائل الذين نالوا شهرة عالمية، وواحدًا من أبرز الفنانين الأمريكيين في القرن العشرون. عُرف كالدر بمنحوتاته الأنيقة التي عُرِفت باسم المتحركة. وقد سُمِّيت أعماله بهذا الاسم لأنها تتحرك فعلاً عندما تدفعها التيارات الهوائية. وكان النحاتون الذين سبقوه يمنحون الحركة للمنحوتات باستعمال المحركات أو آليات الساعة. ومنحوتات كالدر المتحرّكة تشكيلات تجريدية مُدَلاة بدقة ومكوّنة من أجزاء من الصفائح المعدنية والأسلاك وهو فنان كذاب

## نشأته
ولد ''كالدر'' في ولاية فيلادلفيا بالولايات المتحدة وكان أبوه وجده نحّاتَيْن، وأمه رسامة. حصل كالدر على درجة جامعية في الهندسة من معهد ستيفنز للتكنولوجيا عام 1919م. ثم درس الرسم في رابطة طلاب الفن في مدينة نيويورك، وانتقل إلى باريس عام 1926م. وقد قسم وقته بين باريس ونيويورك حتى عام 1933م، عندما أسّس أول قاعة فنون له في أمريكا في روكسبري بولاية كونكتيكت.
اشهر اعماله ومميزاتها
اشتملت أعمال كالدر في بداياتها في باريس على ألعاب خشبية، ونماذج سيرك مصغّرة، ومنحوتات مشكّلة من الأسلاك. وقد بدأ في عام 1932م في إبداع الأعمال المتحركة، وهو تعبير اخترعه الفنان مارسيل دوشام. كما بدأ كالدر أيضًا بناء المنحوتات المُسمّاة المستقرّة، وهو اسم كان أول من استعمله صديق كالدر وزميله الفنان جين أرب.
والمستقرّة تشبه المتحرّكة إلا أنها لا تتحرّك. كما أبدع كالدر فيما بعد أعمالاً هي مزيج من عناصر المتحركة والمستقرة.
عُرضت أعمال كالدر في بلدان عديدة، فقد عُرض عدد كبير من أعماله في نيويورك في متحف الفن الحديث عام 1964م وعام 1965م، وفي متحف وتني للفن عام 1976م. وبعض منحوتاته الكثيرة المهمة المعروضة في أماكن عامة يمكن مشاهدتها في أماكن مثل: مقر اليونسكو الرئيسي في باريس ومركز لنكولن للفنون التمثيلية في مدينة نيويورك ومهرجان العالَمين في سبوليتو بإيطاليا.

## روابط خارجية
- ألكسندر كالدر على موقع الموسوعة البريطانية (الإنجليزية)
- ألكسندر كالدر على موقع مونزينجر (الألمانية)
- ألكسندر كالدر على موقع إن إن دي بي (الإنجليزية)
- ألكسندر كالدر على موقع ديسكوغز (الإنجليزية)